# Rilakkuma

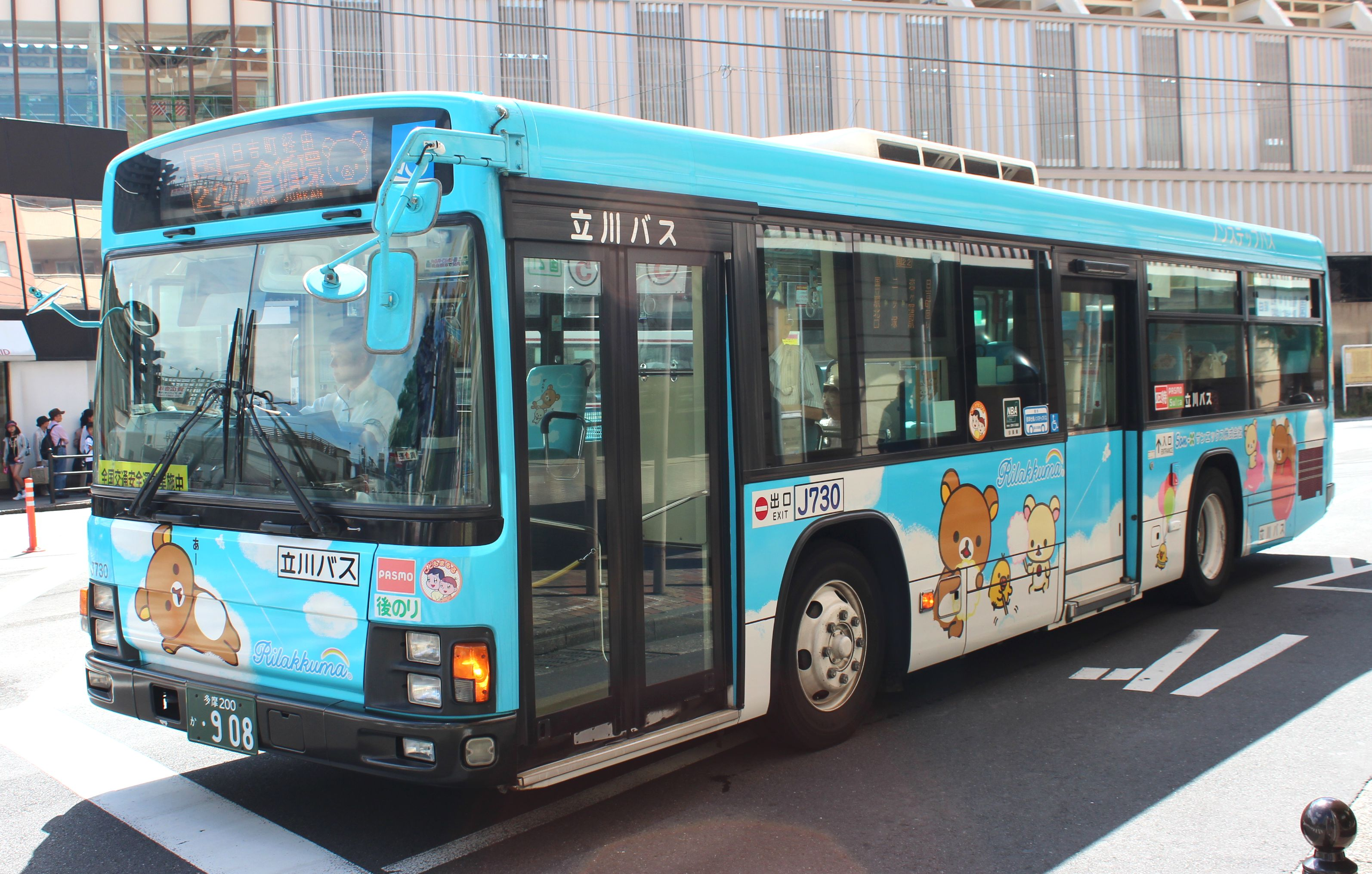
Bus im Rilakkuma-Design

Rilakkuma (japanisch リラックマ) ist eine fiktionale Figur des japanischen Unternehmens San-X und wurde von Aki Kondo kreiert. Rilakkuma ist ein beliebtes Maskottchen, das für viele Merchandise-Produkte, wie Bilderbücher, Schreibutensilien, Geschirr, Rucksäcke, Kuscheltiere, Pflaster oder Sticker verwendet wird. Am 19. April 2019 startete auf Netflix die Webserie Rilakkuma und Kaoru.

## Bekanntheit
Rilakkuma gibt es seit 2003. Rilakkuma wurde von der New York Times als sehr erfolgreich in Japan beschrieben. Mit Stand Mai 2010 lag Rilakkuma auf Platz 5 der Character Databank Charts.
Rilakkuma stieg zu einer beliebten Werbefigur auf. So wird er bspw. auf Notebooks verwendet oder liefert das Thema für ein Café.

## Figur und Hintergrundgeschichte
Der Name „Rilakkuma“ setzt sich zusammen aus リラックス rirakkusu, der japanischen Transliteration für das englische Wort „relax“ (‚entspannen‘), und クマ（Kanji: 熊）kuma, dem japanischen Wort für „Bär“. Nach Rilakkumas Hintergrundgeschichte tauchte er plötzlich in der Wohnung von Kaoru auf, einer Angestellten der Samejima GmbH. Rilakkuma entschied sich, dort mit ihr zu leben und zu entspannen, gemeinsam mit Korilakkuma und Kiiroitori.
Rilakkuma tauchte erstmals in dem Bilderbuch Rilakkuma Seikatsu von San-X auf. In dem Bilderbuch trägt Rilakkuma verschiedene Kostüme. Es wird nahegelegt, dass er auch in seiner normalen Erscheinung in einem Kostüm steckt. So soll sein Unterkörper ein Kostüm sein.

## Beziehung
Rilakkuma ist oft in Begleitung seiner Freundin Korilakkuma, einer weißen Bärin. Sie trägt einen roten Knopf auf ihrer Brust. Kiiroitori nannte sie Korilakkuma, da sie aussieht, wie eine kleinere Version von Rilakkuma (ko bedeutet ‚klein‘ im Japanischen). Kiiroitori ist ein gelber Vogel, der Kaoru gehört. Er lebt in einem Vogelkäfig, verlässt diesen aber mittlerweile nach eigenem Ermessen, um Rilakkuma für seine Faulheit und Korilakkuma für ihre Schadenfreude zu tadeln. Er fragt sich manchmal, ob er nicht zu häufig mit ihnen schimpft. Vom Charakter her ist er ganz anders als Rilakkuma, hart arbeitend und ordentlich. Korilakkuma spielt Rilakkuma häufig Streiche, z. B. wenn dieser schläft.
2016 wurde ein weiterer brauner Bär namens Koguma vorgestellt. In der fiktionalen Hintergrundgeschichte hat Korilakkuma Koguma im Honigwald kennengelernt.

## Videospiele
- 2005: Rilakkuma na Mainichi (Rocket Company, Game Boy Advance)
- 2005: Rilakkuma ~ojamashitemasu 2 Shuukan~ (Interchannel, PlayStation 2)
- 2007: Watashi no Rilakkuma (Rocket Company, Nintendo DS)
- 2008: Chokkan Asonde Rilakkuma (Smilesoft, Nintendo DS)
- 2009: Rilakkuma Minna de Goyururi Seikatsu (MTO, Nintendo Wii)
- 2010: Norinori Rilakkuma Hit Song Ongaku (Smilesoft, Nintendo DS)
- 2016: LINE Rilakkuma Loop (LINE, Android, ios)